# A11 (motorväg, Tyskland)
A11 är en motorväg i Tyskland som går mellan Berlin och den polska gränsen vid Pomellen. Vid den polska gränsen så ansluter vägen till den polska motorvägen A6. Vägen har två filer i vardera riktning utom på vissa ställen där den ena körbana är i så dåligt skick så all trafik delar en körbana.

## Historia
Vägen började att byggas i april 1935. Sträckan mellan Berliner Ring och trafikplats Joachimsthal öppnades 4 april 1936. Den 27 september samma år kunde man åka till Szczecin.
Sträckan är egentligen en liten del i det som var tänkt som en längre motorväg mellan Berlin och Kaliningrad (då Königsberg). Sträckan hann inte bli klar innan andra världskriget stoppade vägbygget. Därefter blev denna aldrig färdig då Tyskland förlorade den största delen av de berörda områdena. Därefter har det saknats intresse för detta. Idag pågår dock ett projekt som går ut på att färdigställa denna motorväg genom bidrag från EU och projektet heter Berlinka.
Hela vägen låg i Östtyskland under den tid då Tyskland var delat, vilket gjorde att underhållet på den blev lidande. År 1996 hade man nästan renoverat hela sträckan.

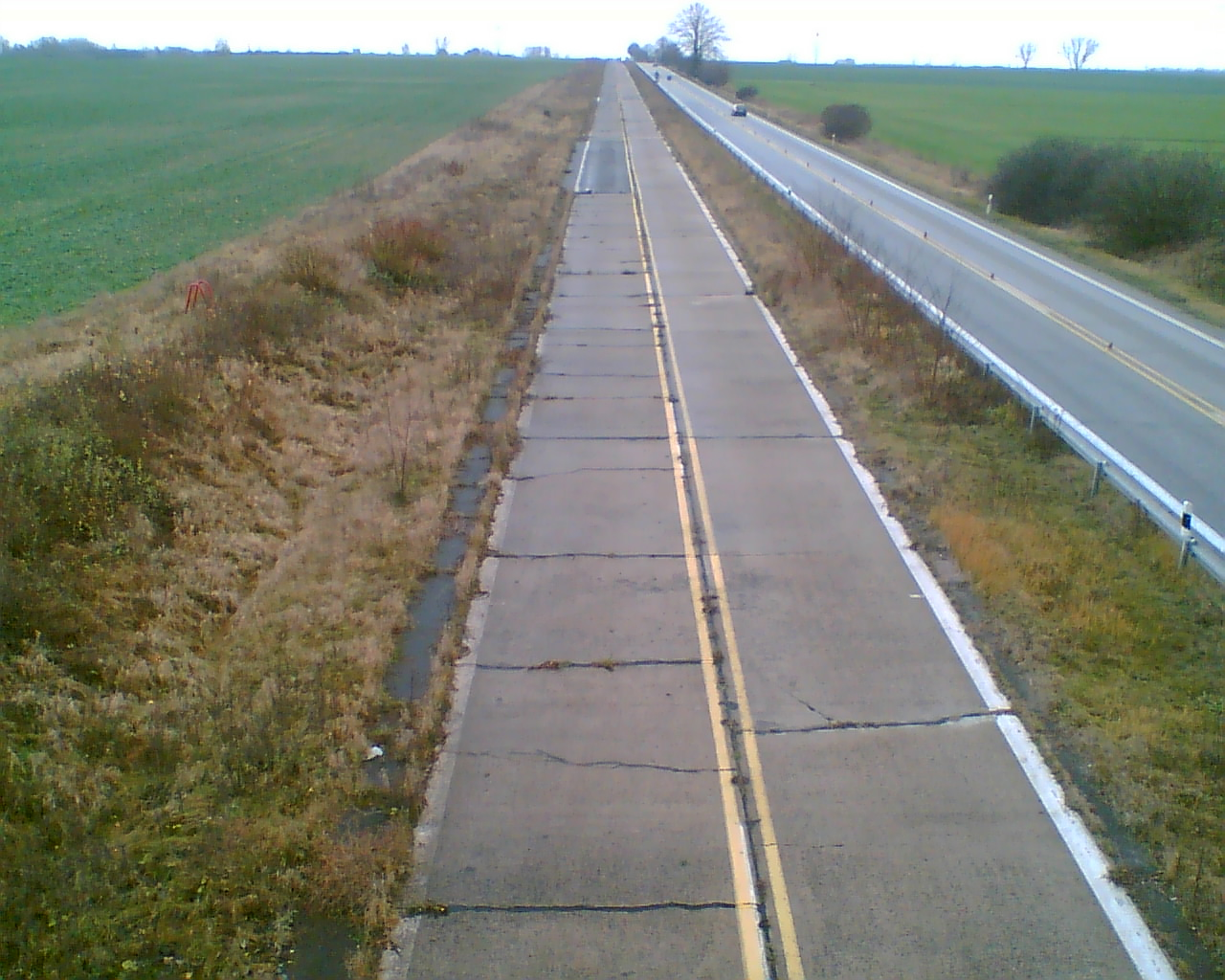
A11 då bara ett körfält i vardera riktning är öppet.

## Trafikplatser

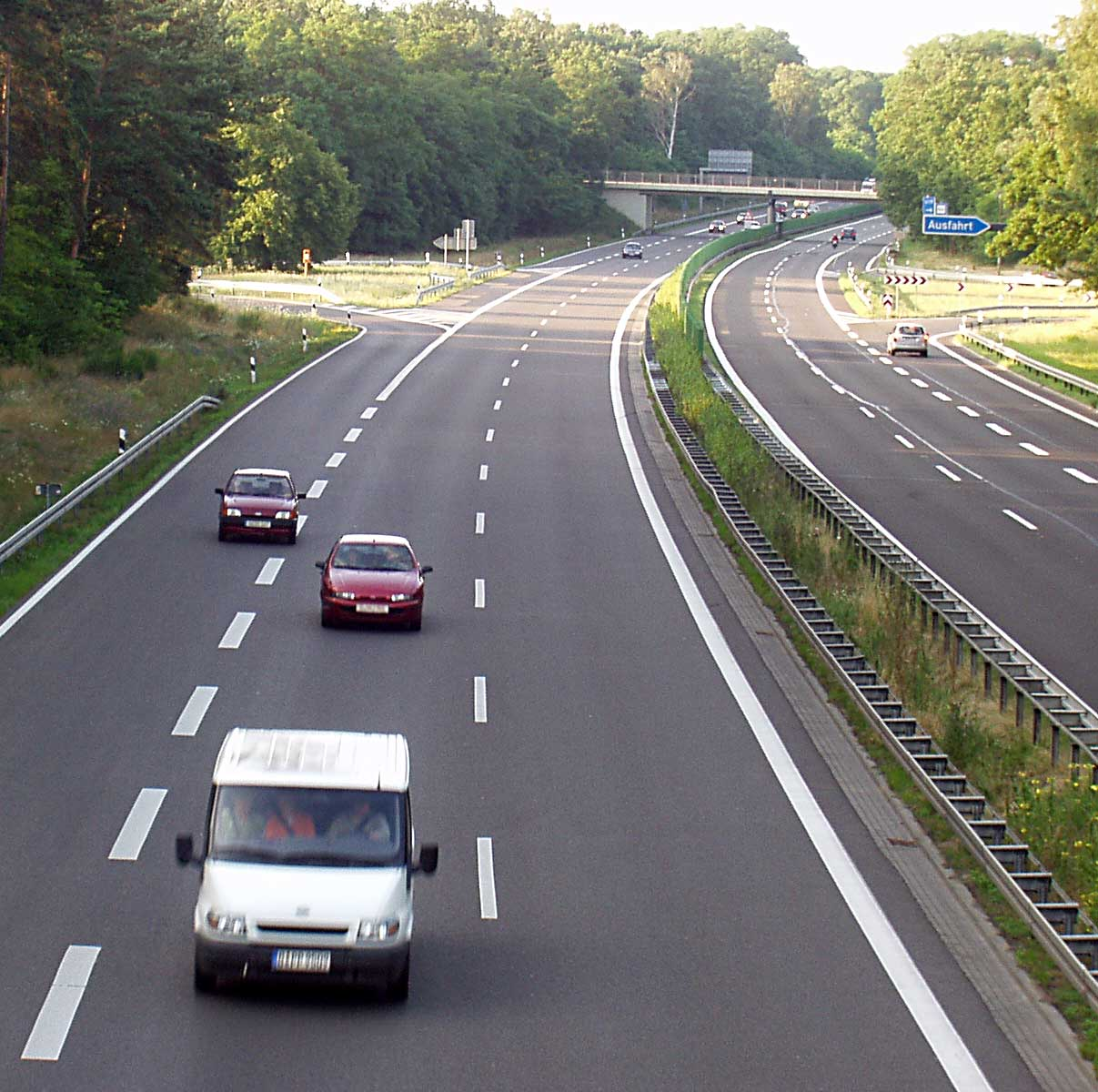
A11 vid Finowfurt.

|  | Nr | Skyltning                       |
|  | 1  | Pomellen                        |
|  |    | Nadrensee (Planerad)            |
|  | 3  | Penkun                          |
|  | 4  | Schmölln                        |
|  |    | (Planerad)                      |
|  | 5  | Uckermark (Fyrvägskorsning)     |
|  | 6  | Gramzow                         |
|  |    |                                 |
|  | 7  | Warnitz                         |
|  |    |                                 |
|  | 8  | Pfingstberg                     |
|  |    | Ekodukt (150 m)                 |
|  | 9  | Joachimsthal                    |
|  | 10 | Chorin                          |
|  |    |                                 |
|  | 11 | Werbellin                       |
|  |    | Werbellin                       |
|  |    | Buckowsee                       |
|  |    | Finowfurt-Nord (Planerad)       |
|  |    | Oder-Havel-Kanal-Brücke (110 m) |
|  | 12 | Finowfurt                       |
|  |    |                                 |
|  |    | Finowkanalbrücke (50 m)         |
|  |    |                                 |
|  | 13 | Lanke                           |
|  |    | Oberseebrücke (147 m)           |
|  | 14 | Wandlitz                        |
|  |    | Probstheide                     |
|  |    | Ladeburger Heide                |
|  | 15 | Bernau-Nord                     |
|  | 16 | Bernau-Süd                      |
|  | 17 | Barnim (T-korsning) E 28 E 55   |